# メンディ族 (パプアニューギニア)
メンディ族（メンディぞく、Mendi）は、パプアニューギニアに住む少数民族。背が極めて低く、平均身長は男子で1.5m、女子で1.4m程度である。主食はサツマイモ。

## 居住地
メンディ族の居住地は、パプアニューギニアの南部高地の延長約65km、海抜1500～2000mの険しい渓谷に住んでいる。

## 生活
血縁集団が幾つか集まって、村を構成して暮らしている。